# Ahmadili
Ahmadili (perz. احمدیلی; Aḥmadīlī), poznati i kao atabegovi Marage (perz. اتابکان مراغه; Atābakān-e Marāḡa), bili su plemićka obitelj odnosno lokalna iranska dinastija koja je vladala regijom Azarbajdžana približno od 1122. do 1221. godine. Njihovo podrijetlo je heterogeno: pretpostavlja se kako je riječ o Kurdima koji potječu od arapskog plemena Ravadida koji su primili kurdski jezik, a spominje se i turkijsko odnosno kumansko podrijetlo. Prvi ahmadilski vladar bio je Ak Sunkur Ahmadili koji je služio kao vojni zapovjednik u seldžučkoj vojsci i po kojem je dinastija dobila naziv, a njegove nasljednike teško je identificirati s obzirom na manjak povijesnih dokumenata koji se uglavnom temelje na numizmatici. Sjeverno od Ahmadila vladala je lokalna turkijska dinastija Ildiguzida koji su 1209. godine prisvojili Maragu pod svoju upravu.  Posljednji poznati član ahmadilske dinastije bila je vladarica Sulafa Hatun čija je vlast prestala mongolskim osvajanjem iz 1220-ih godina.